# Otto Fraydt
Otto Maria svobodný pán Fraydt von Fraydenegg-Monzello (JUDr. Otto Maria Karel František Serafínský Alois Josef svobodný pán Fraydt von Fraydenegg-Monzello / JUDr. Otto Maria Karl Franz Seraphicus Aloys Joseph Freiherr Fraydt von Fraydenegg und Monzello) (25. dubna 1851, Štýrský Hradec - 26. června 1939, Nechelheim, Štýrsko) byl rakouský šlechtic, politik a státní úředník. Od mládí působil ve státní správě, byl zemským prezidentem v Korutansku (1897–1903). Poté se jako politik a člen řady institucí angažoval ve Štýrsku, kde vlastnil statky.

## Životopis

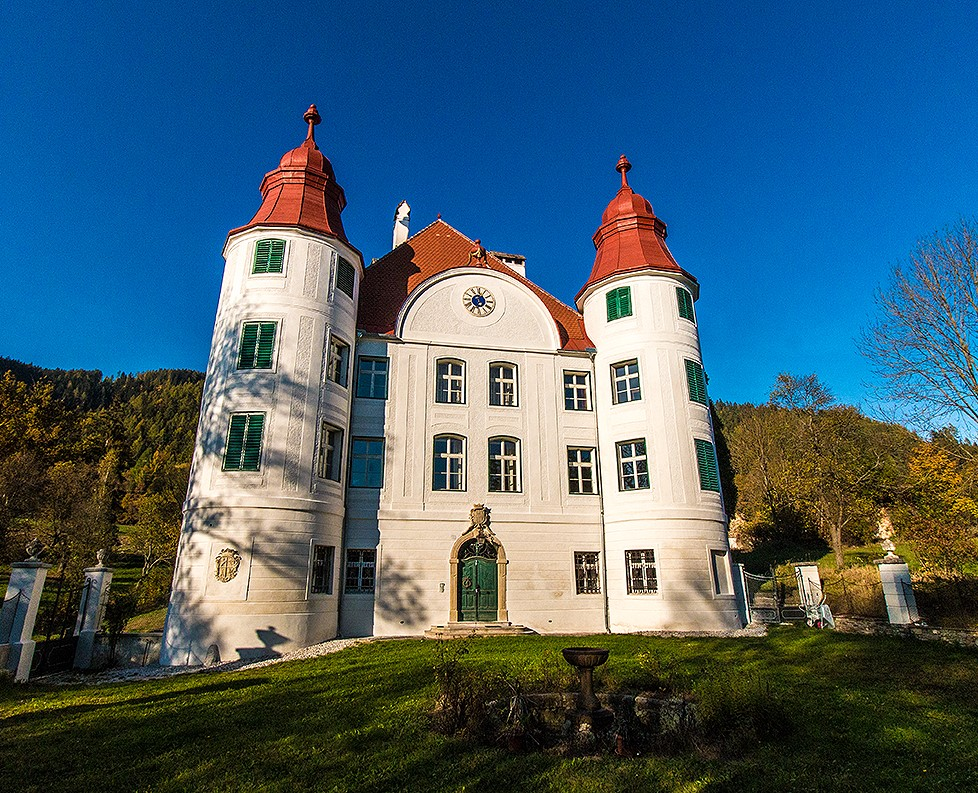
Zámek Nechelheim ve Štýrsku, sídlo rodiny Fraydtů od 18. století

Pocházel ze šlechtické rodiny, která na základě dědictví statků ve Štýrsku užívala od počátku 18. století příjmení Fraydenegg-Monzello. Narodil se jako jediný syn Karla Fraydta ve Štýrském Hradci, kde také na univerzitě vystudoval práva. Krátce sloužil v armádě, v níž dosáhl hodnosti nadporučíka, poté vstoupil do státních služeb. Začínal u zemského místodržitelství ve Štýrském Hradci, později působil ve Vídni, stal se dvorním radou, později byl prezidiálním šéfem na ministerstvu kultu a vyučování (1887) a na ministerstvu vnitra. V letech 1897–1903 zastával funkci zemského prezidenta v Korutansku, poté byl v letech 1905–1917 poslancem štýrského zemského sněmu za velkostatkářskou kurii. V roce 1903 byl povýšen do stavu svobodných pánů, za zásluhy byl nositelem rytířského kříže Řádu Františka Josefa (1887) a Leopoldova řádu (1894). Aktivní ve veřejném životě ve Štýrsku zůstal i po rozpadu monarchie, v letech 1932–1938 byl prezidentem kuratoria Zemského muzea ve Štýrském Hradci.
Rodovým majetkem byl od počátku 18. století fideikomisní velkostatek Nechelheim ve Štýrsku. Zámek Nechelheim byl stálým Ottovým sídlem od počátku 20. století, kromě toho rodina vlastnila dům v centru Štýrského Hradce.
Jeho manželkou byla od roku 1883 uherská šlechtična Marie, rozená hraběnka Almásyová de Zsadány (1863–1914). Měli spolu tři děti.